# Менчен
33°15′46″ пн. ш. 116°33′05″ сх. д. / 33.26283° пн. ш. 116.55145° сх. д.
Менчен (кит. 蒙城县, пін. Mĕngchéng Xiàn) — один із повітів КНР у складі префектури Бочжоу, провінція Аньхой. Адміністративний центр — містечко Ченгуань.

## Географія
Менчен лежить у середній течії Го (басейн Хуайхе).

### Клімат
Повіт знаходиться у зоні, котра характеризується вологим субтропічним кліматом. Найтепліший місяць — липень із середньою температурою 27,7 °C. Найхолодніший місяць — січень, із середньою температурою 1,5 °С.
| Клімат повіту Менчен    | Клімат повіту Менчен | Клімат повіту Менчен | Клімат повіту Менчен | Клімат повіту Менчен | Клімат повіту Менчен | Клімат повіту Менчен | Клімат повіту Менчен | Клімат повіту Менчен | Клімат повіту Менчен | Клімат повіту Менчен | Клімат повіту Менчен | Клімат повіту Менчен | Клімат повіту Менчен |
| Показник                | Січ.                 | Лют.                 | Бер.                 | Квіт.                | Трав.                | Черв.                | Лип.                 | Серп.                | Вер.                 | Жовт.                | Лист.                | Груд.                | Рік                  |
| Середній максимум, °C   | 6,3                  | 9,2                  | 14,3                 | 21,2                 | 26,9                 | 31,1                 | 32                   | 31,1                 | 27,5                 | 22,5                 | 15,4                 | 8,8                  | 20,5                 |
| Середня температура, °C | 1,5                  | 4,2                  | 9                    | 15,6                 | 21,2                 | 25,7                 | 27,7                 | 26,7                 | 22,4                 | 16,9                 | 9,9                  | 3,7                  | 15,4                 |
| Середній мінімум, °C    | −2,1                 | 0,3                  | 4,6                  | 10,6                 | 16,1                 | 21                   | 24,2                 | 23,3                 | 18,5                 | 12,6                 | 5,8                  | −0,1                 | 11,2                 |
| Норма опадів, мм        | 23.9                 | 29.1                 | 50                   | 47.4                 | 75.1                 | 117.7                | 263.6                | 111                  | 76.1                 | 54.9                 | 38.5                 | 18.9                 | 906.2                |
| Вологість повітря, %    | 70                   | 69                   | 69                   | 70                   | 70                   | 70                   | 81                   | 83                   | 78                   | 71                   | 70                   | 68                   | 72.4                 |
| ----------------------- | -------------------- | -------------------- | -------------------- | -------------------- | -------------------- | -------------------- | -------------------- | -------------------- | -------------------- | -------------------- | -------------------- | -------------------- | -------------------- |
| Джерело: data.cma.cn    |                      |                      |                      |                      |                      |                      |                      |                      |                      |                      |                      |                      |                      |